# Shinsuke Shiotani
Shinsuke Shiotani (jap. 塩谷 伸介 Shiotani Shinsuke; ur. 11 maja 1970) – japoński piłkarz występujący na pozycji obrońcy.

## Kariera klubowa
Od 1993 do 1999 roku występował w klubach Otsuka Pharmaceutical, Kyoto Purple Sanga i Gamba Osaka.